# ANNA 1B
ANNA 1B (acronyme pour « Army, Navy, NASA, Air Force ») est un satellite américain lancé le 31 octobre 1962 par une fusée Thor depuis Cap Canaveral.

## Caractéristiques

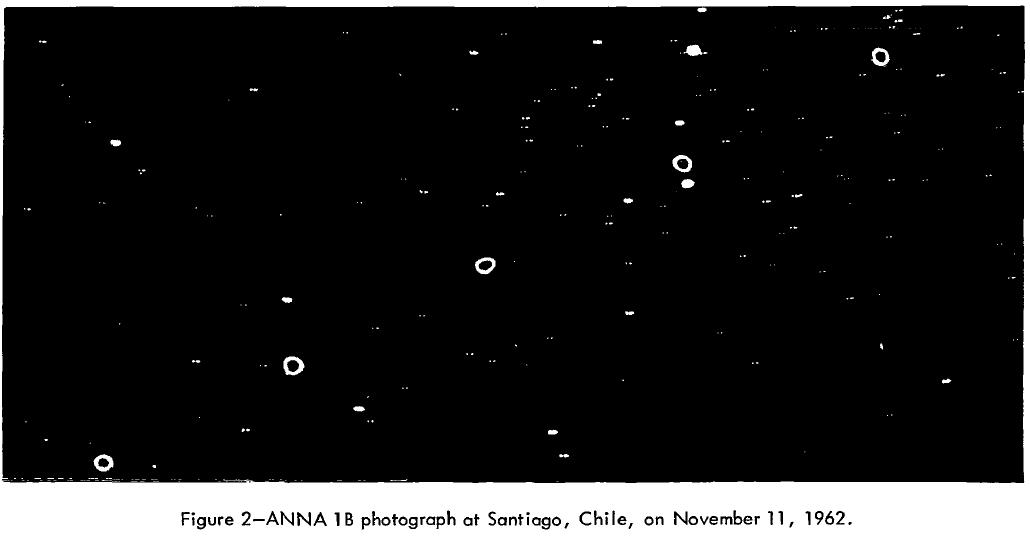
ANNA 1B photographié par la station Optical Tracking System (MOTS) de Santiago du Chili le 11 novembre 1962.

Le prédécesseur de ANNA 1B, nommé ANNA 1A, a été lancé le 10 mai 1962 mais n'a pas réussi à atteindre l'orbite.
ANNA 1B était un satellite géodésique de la marine américaine lancé depuis Cap Canaveral par une fusée Thor Able Star. La mission d'ANNA consistait à servir de référence pour des relevés géodésiques précis permettant de mesurer la force et la direction du champ gravitationnel de la Terre, de localiser le milieu des masses continentales et d'établir les positions en surface.
ANNA 1B était de forme sphérique avec un diamètre de 0,91 mètre et un poids de 161 kg. Il était alimenté par une bande de cellules solaires situées autour de son équateur rechargeant des batteries au nickel-cadmium. Une antenne de communication était enroulée en spirale autour de la surface du satellite.
L'instrumentation du satellite comprenait des systèmes optiques, une localisation radio et un radar Doppler. Le système optique consistait en une balise à haute intensité transmettant une série de cinq flashs d'une durée de 5,6 secondes. Cela permettait au système de mesurer avec précision les masses continentales au moyen de photographies satellites. Le radar Doppler pouvait également être programmé à partir de la station de contrôle au sol. Le système optique permettait le positionnement radar Doppler avec une précision de 20 mètres ou moins.